# 假阿蘇夫雷峰
26°48′S 68°22′W / 26.80°S 68.37°W

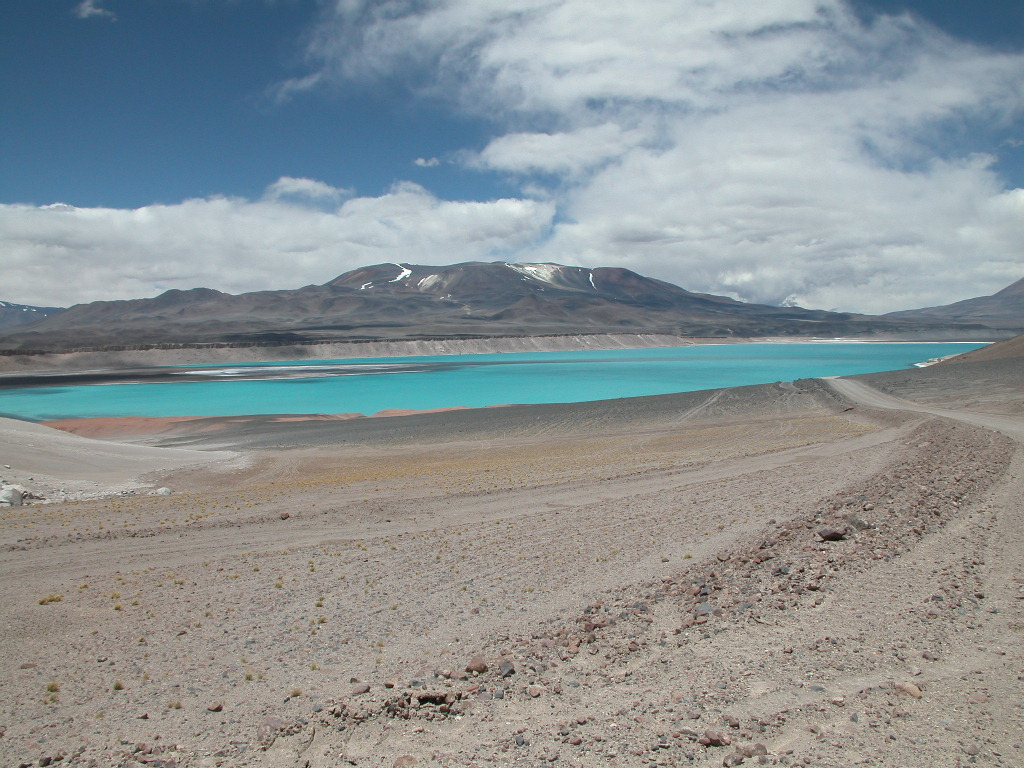

假阿蘇夫雷峰是南美洲的火山，屬於安第斯山脈的一部分，位於阿根廷卡塔馬卡省和智利阿塔卡馬大區接壤的邊境，海拔高度5,890米。